# Urban Hettich
Urban Hettich (2 marzo 1953) è un ex combinatista nordico tedesco.

## Carriera
Durante la sua carriera agonistica gareggiò per la Nazionale di sci nordico della Germania Ovest, con la quale vinse la medaglia d'argento alle Olimpiadi di Innsbruck 1976.

## Palmarès

### Olimpiadi
- 1 medaglia:
  - 1 argento (individuale a Innsbruck 1976).